# 1861 a tudományban
Az 1861. év a tudományban és a technikában.

## Fizika
- Jedlik Ányos a világon elsőként felismeri és leírja a dinamó elvét. Tőle függetlenül a német Ernst Werner von Siemens is fölfedezte, és 1866-ban ő szabadalmaztatta.
- Megjelenik (1861-ben és 1862-ben) James Clerk Maxwell On Physical Lines of Force (A fizikai erővonalakról) című négyrészes cikksorozata[1]

## Kémia
- Robert Bunsen és Gustav Kirchhoff felfedezik a rubídiumot.

## Geológia
- Pesten megjelenik Szabó József Ásványtana, az első magyar nyelvű modern egyetemi mineralógia-tankönyv[2]

## Születések
- január 1. – Marcellin Boule francia paleontológus († 1942)
- február 15. – Alfred North Whitehead angliai születésű amerikai matematikus, logikus, majd filozófus († 1947)
- február 15. – Charles Édouard Guillaume Nobel-díjas svájci fizikus († 1938)
- június 9. – Pierre Duhem francia fizikus, matematikus, történész  († 1916)
- június 20. – Frederick Gowland Hopkins angol biokémikus, akit fiziológiai és orvostudományi Nobel-díjjal tüntettek ki (Christian Eijkmannal megosztva) a vitaminok felfedezéséért († 1947)
- augusztus 8. – William Bateson brit biológus († 1926)
- október 10. – Fridtjof Nansen norvég sarkkutató, oceanográfus  († 1930)
- október 11. – John Bell Hatcher amerikai őslénykutató († 1904)
- december 29. – Kurt Hensel német matematikus († 1941)

## Halálozások
- április 8. – Elisha Otis amerikai feltaláló, a biztonságos felvonó feltalálója, a nevét ma is viselő vállalat alapítója (* 1811)
- augusztus 24. – Pierre Berthier francia geológus, mineralógus, aki 1821-ben a dél-franciaországi Les Baux-de-Provence település közelében fölfedezte a bauxitot (* 1782)
- november 10. – Isidore Geoffroy Saint-Hilaire francia zoológus (* 1805)